# رونالد مورغان
رونالد مورغان (بالإنجليزية: Ronald Morgan)‏ هو لاعب دوري الرغبي بريطاني، ولد في 21 يناير 1936 في برادفورد في المملكة المتحدة.